# Gypsy jazz
Gypsy jazz (también conocido como gypsy swing) es un estilo de jazz, enmarcado dentro del swing. La expresión parece que fue acuñada por el guitarrista Django Reinhardt en los años 1930. Dado que en gran medida sus orígenes son franceses, también se emplea el término por el que es conocido en Francia, como "jazz manouche," o alternativamente "manouche jazz," incluso en las fuentes en lengua inglesa. Django fue el más importante de un grupo de guitarristas gitanos del área de París que actuaron entre las décadas de 1930 y 1950. En este grupo también se incluye a los hermanos Pierre "Baro" Ferret, Etienne "Sarane" Ferret, y Jean "Matelo" Ferret y el hermano del propio Reinhardt Joseph "Nin-Nin" Reinhardt. También destacó dentro de este estilo el guitarrista argentino Oscar Alemán quien por esa época acompañaba a Josephine Baker. La ocupación alemana en Francia lo llevaría de nuevo a su tierra donde, alejado del centro de la atención, armaría su conjunto junto al violinista chileno Hernán Oliva. Sus grabaciones aún son muy buscadas y valoradas en todo el mundo. La influencia de este estilo se percibe en guitarristas muy posteriores, como Bireli Lagrène.
Muchos de los músicos de este estilo trabajaron en París en varios musettes populares. El estilo de vals mussete se convirtió en uno de los componentes importantes del repertorio del gypsy jazz. Reinhardt se caracterizaba por mostrar una faceta cromática oscura, combinada con la articulación swing de la época. El grupo más famoso de Reinhardt, el Quintette du Hot Club de France, también llevó a la fama al violinista Stéphane Grappelli. 
El jazz manouche tuvo influencia en el desarrollo del western swing, con la clara similitud en la estructura típica de las "string bands" y  también en el jazz guachaca de Roberto Parra.